# باغز باني أند تاز: تايم باسترز
باغز باني أند تايم باسترز (بالإنجليزية: Bugs Bunny & Taz: Time Busters) ، هي لعبة فيديو إلكترتونية من نوع منصات، أنتجت سنة 2000م ونشرها شركة إنفجرامز الفرنسية، وتتحكم الشخصية ببطلي اللعبة باغز باني وتاز. اللعبة هي تتمة لباغز باني: لوست إن تايم.

## وصلة خارجية
- باغز باني أند تاز: تايم باسترز على موقع IMDb (الإنجليزية)

- باغز باني أند تاز: تايم باسترز على موبي غيمز